# Обувь России (компания)
OR Group (группа компаний «Обувь России») — российский ритейлер одежды и обуви. Головной офис находился в городе Новосибирске. Компания развивала пять основных розничных брендов: Вестфалика, Пешеход, Emilia Estra, Rossita, Lisette; управляет маркетплейсом Westfalika.ru и онлайн-платформой «Продаем». OR Group управляла двумя производственными площадками в Новосибирской области и развивала собственные бренды обуви all.go и S-TEP, а также бренд верхней одежды Snow Guard. Акции OR Group до мая 2023 года котировались на Московской Бирже. В 2022 году допустила ряд дефолтов по облигациям, после чего банк ВТБ анонсировал подачу иска в суд о признании компании банкротом. К середине 2023 года в суды от кредиторов поступили заявления о банкротстве ПАО «ОР Групп» и всех остальных компаний группы: ООО «ОР», ООО «Дизайн Студия», ООО «Арифметика», ООО «Фабрика С-Теп», а также основателя OR Group Антона Титова.

## История компании: ключевые даты
- 2003 год: OR Group начинает работу как розничная компания с продажи обуви в собственных магазинах под маркой «Вестфалика».
- 2006 год: OR Group начала развивать сеть мультибрендовых обувных супермаркетов «Пешеход»[4].
- 2007 год: компания первой на российском обувном рынке начинает продавать обувь в кредит[5].
- 2010 год: компания заключает годовой контракт с певицей Валерией на использование её образа в рекламных кампаниях «Вестфалики»[6].
- 2011 год: был подписан контракт о сотрудничестве с немецким дизайнером Томасом Франком, который ответственен за разработку и совершенствование коллекций «Вестфалика», за развитие бренда «Вестфалика»[7].
- 2014 год: в марте был запущен интернет-магазин обувной сети Westfalika[8]. В июне состоялось открытие фабрики по производству обуви из материала ЭВА литьевым методом под брендом all.go[9]. OR Group объявила о запуске новой обувной сети Emilia Estra,[10], а также об основании нового бренда верхней одежды — Snow Guard[11]. В конце года OR Group приобрела одного из крупнейших на Урале и в Сибири игроков обувного рынка — компанию «Россита».
- 2015 год: В ноябре компания приобрела 100 % обувной компании S-TEP, в состав которой входит обувная фабрика в городе Бердске Новосибирской области и подразделение по оптовой продаже обуви[12].
- 2016 год: OR Group и Orisol открыли совместный учебный центр — первый и единственный в России и странах СНГ[13]. Учебный центр прежде всего ориентирован на подготовку конструкторов-модельеров, технологов и инженеров, которые работают с современными ЧПУ-станками, 3D программами. Михаил Прохоров вкладывает в бизнес около $ 15 млн.
- 2017 год: В октябре 2017 года OR Group привлекла 5,9 млрд рублей в ходе IPO на Московской бирже (MCX) (тикер OBUV), эмитентом является ПАО «ОР», став первой Публичной компанией на российском обувном и fashion-рынке[14].
- 2018 год: В мае OR Group одной из первых в российском ритейле внедрила блокчейн в управление финансовыми сервисами[15].
- 2019 год: OR Group усовершенствовала бизнес-модель и начала развивать маркетплейс[16].
- 2020 год: «Обувь России» приняла решение провести ребрендинг и стать универсальным ритейлером, новое название — OR Group[17].
- 2022 год: серия дефолтов [18].
- 2023 год: банкротство и прекращение деятельности [18].

## Руководство
Генеральным директором компании являлся Антон Михайлович Титов.

## Бренды
- Westfalika
- Пешеход
- Emilia Estra
- Rossita
- Lisette
- S-TEP

## Деятельность
Финансовые показатели
Выручка компании по итогам 2020 года составила 10,8 млрд руб, EBITDA — 2,3 млрд руб., рентабельность по EBITDA — 21,4 %, чистая прибыль — 0,6 млрд руб.
Консолидированная неаудированная выручка компании по итогам 2021 года составила 8,57 млрд руб.
Ребрендинг
В ноябре 2020 года Совет директоров ПАО «ОР», головной компании OR Group, одобрил проект ребрендинга Группы.. Компания откажется от слова «обувь» в наименовании, новое название — OR Group. А также сменит тикер акций на Московской бирже на ORGG. Цель ребрендинга — отойти от узкоспециализированного позиционирования как обувного ритейлера, поскольку бизнес Группы значительно трансформировался и компания развивает новые направления, выходящие за рамки fashion-сегмента.
Розница
Ключевое направление — розничная торговля обувью, аксессуарами и сопутствующими товарами. Компания следует стратегии многоформатности и управляет пятью обувными сетями. Группа делает ставку на развитие собственных брендов.
К 2017 году компания имела 450 магазинов под брендами Westfalika, «Пешеход», Rossita, Lisette, S-tep. Группа делает ставку на развитие собственных брендов.
К 2018 году компания имела 533 магазина, под брендами Westfalika, «Пешеход», Rossita, Lisette, S-tep.
На начало 2019 года группа насчитывала 727 магазинов в 232 городах России.
На начало 2020 года группа насчитывала 908 магазинов в 379 городах России.
Сопутствующие товары
С 2010 года OR Group стала развивать направление сопутствующих товаров под собственными торговыми марками. Ассортимент включает как традиционные, так и нестандартные для обувных магазинов товары. В 2011 году в розничных точках компании начала продаваться специализированная линейка средств по уходу за ногами, в 2014 году в магазинах OR Group появились товары для дома, а также одежда. Диверсификация ассортимента стала одним из драйверов роста компании. 39,2 % составили продажи сопутствующих товаров от розничной выручки компании по итогам 2019 года.
Финансовые сервисы и программа лояльности «Арифметика»
В 2007 году OR Group первой на российском обувном рынке начала продавать обувь в кредит. С 2009 года компания запустила собственную программу рассрочки платежа. В дальнейшем Группа начала выдавать покупателям денежные займы. В 2015 году OR Group запустила услугу приема платежей на кассе и объединила все дополнительные сервисы в рамках системы «Арифметика». Это инновационная программа лояльности, которая включает как традиционную накопительно-дисконтную систему, так и финансовые сервисы. Программа реализована на базе платежных карт. В рамках системы «Арифметика» покупателям предоставляется рассрочка платежа, выдача денежных займов, а также доступны такие сервисы, как прием платежей за услуги на кассе, электронный кошелек и т. п.. В 2018 году OR Group одной из первых в российском ритейле внедрила блокчейн в бизнес-процессы. На конец октября 2020 года число держателей карт лояльности «Арифметика» достигало 2,8 млн человек.
ООО МКК «Арифметика», которое развивала направление финансовых сервисов в структуре группы, являлась одним из ведущих игроков российского микрофинансового рынка. Входила в ТОП-10 по объёмам выданных денежных займов за 1-е полугодие 2020 года, по данным рейтингового агентства «Эксперт РА». В июне 2022 года исключена из реестра МФО
Пункты выдачи заказов
С осени 2018 года OR Group развивала проект партнерских пунктов выдачи заказов на базе магазинов. Проект является частью стратегии компании по интеграции в логистическую инфраструктуру рынка e-commerce. На текущий момент Группа сотрудничает с 10 партнерами, среди которых ведущие логистические операторы, такие как PickPoint, Почта России, Сберлогистика и другие. В августе 2019 года OR Group начала выдавать заказы Ozon. OR Group стала первым сетевым партнером Wildberries по открытию пунктов выдачи заказов. К концу 2020 года компания планировала выйти на объём более 200 тыс. посылок в месяц.
Выход в онлайн
В марте 2014 года OR Group вышла на рынок электронной коммерции и открыла интернет-магазин своей основной сети Westfalika. Доля онлайн-продаж в розничной выручке компании ежегодно растет и в 2019 году составила 14,8 %. В декабре 2019 года OR Group начала работать с Tmall (входит в «Aliexpress Россия»), в октябре 2020 года вышла на маркетплейс goods.ru.
Производство
OR Group владела двумя производственными площадками в городе Новосибирске и городе Бердске Новосибирской области. Производство компании отличало высокий уровень автоматизации, на фабриках используется оборудование ведущих мировых производителей, таких как Desma, Orisol, NewLast, Svitt и других. Производственные площади компании составляют более 5 тыс. м², производственные мощности — 500 тыс. пар обуви в год. В 2014 году компания открыла цех по изготовлению цельноформованной обуви из полимерных материалов. В 2015 году в состав группы вошла обувная фабрика S-TEP. В 2016 году компания открыла новую производственную линию для изготовления обуви специального назначения, а также разработала и внедрила в производство обувь для экстремальных погодных условий. В 2018 году OR Group стала резидентом ТОСЭР Линево и планирует запустить новую фабрику по производству деталей низа и цельноформованной обуви из полимерных материалов. В 2019 году фабрика «Обувь России» разработала и внедрила в производство новый вид обуви для пищевой промышленности. В 2020 году фабрика «Обувь России» вошла в список системообразующих предприятий муниципального значения. В этом же году «Обувь России» выпустила обувь с символикой хоккейного клуба «Сибирь».

## Владельцы
В 2020 году 50 % акций компании принадлежало её гендиректору Антону Титову, 48 % — находилось в свободном обращении на бирже (free-float), 2 % — принадлежало иным акционерам.